# حكومة زين العابدين بن علي
حكومة زين العابدين بن علي هي حكومة تونسية ترأسها زين العابدين بن علي. عينت الحكومة الجديدة في 2 أكتوبر 1987، وسرعان ما أنهيت مهامها في 7 نوفمبر من نفس السنة، وهو اليوم الذي قام فيه زين العابدين بن علي، بانقلاب أبيض وأصبح رئيسا للجمهورية التونسية.

## تركيبة الحكومة
أغلب وزراء حكومة رشيد صفر السابقة حافظوا على مناصبهم.

### الوزراء
| الصورة | الحقيبة الوزارية            | الاسم               | الحزب | الحزب                    |
| ------ | --------------------------- | ------------------- | ----- | ------------------------ |
|        | الوزير الأول، وزير الداخلية | زين العابدين بن علي |       | الحزب الاشتراكي الدستوري |
|        | وزير الشؤون الخارجية        | الهادي المبروك      |       | الحزب الاشتراكي الدستوري |
|        | وزير الدفاع الوطني          | صلاح الدين بالي     |       | الحزب الاشتراكي الدستوري |
|        | وزير العدل                  | محمد صالح العياري   |       | الحزب الاشتراكي الدستوري |
|        | وزير الصناعة والتجارة       | صلاح الدين بن مبارك |       | الحزب الاشتراكي الدستوري |
|        | وزير التربية، وزير دولة     | محمد الصياح         |       | الحزب الاشتراكي الدستوري |
|        | وزير الصحة                  | سعاد اليعقوبي       |       | الحزب الاشتراكي الدستوري |
|        | وزير النقل                  | عبد الرزاق الكافي   |       | الحزب الاشتراكي الدستوري |
|        | وزير الشباب والرياضة        | حامد القروي         |       | الحزب الاشتراكي الدستوري |
|        | وزير الثقافة                | زكريا بن مصطفى      |       | الحزب الاشتراكي الدستوري |

### وزراء معتمدون
| الصورة | الحقيبة الوزارية            | الاسم        | الحزب | الحزب                    |
| ------ | --------------------------- | ------------ | ----- | ------------------------ |
|        | وزير معتمد لدى الوزير الأول | محجوب بن علي |       | الحزب الاشتراكي الدستوري |

### التحويرات الوزارية

#### تحوير 19 أكتوبر 1987
| الحقيبة الوزارية            | الاسم       |
| --------------------------- | ----------- |
| وزير معتمد لدى الوزير الأول | حامد القروي |

#### تحوير 27 أكتوبر 1987
| الحقيبة الوزارية                                          | الاسم               |
| --------------------------------------------------------- | ------------------- |
| وزير محافظ البنك المركزي التونسي                          | إسماعيل خليل        |
| وزير الإقتصاد الوطني                                      | صلاح الدين بن مبارك |
| وزير المالية                                              | النوري الزرقاطي     |
| وزير الشباب والرياضة                                      | فؤاد المبزع         |
| وزير معتمد لدى الوزير الأول مكلف بالتخطيط                 | محمد الغنوشي        |
| كاتب دولة لدى وزير الداخلية                               | عبد الله القلال     |
| كاتب دولة لدى وزير الاقتصاد الوطني مكلف بالصناعة والتجارة | المنذر الزنايدي     |
| كاتب دولة لدى وزير الاقتصاد الوطني مكلف بالطاقة والمناجم  | صالح الجبالي        |

## إنتهاء عمل الحكومة
في 7 نوفمبر 1987، الوزير الأول بن علي أطاح بالرئيس الحبيب بورقيبة لأسباب صحية، وعين نفسه رئيسا للجمهورية. أعلن عن تنصيب نظام ديمقراطي والحد من الولايات الرئاسية. في نفس اليوم أصبح رئيسا للجمهورية وعين الهادي البكوش في منصب الوزير الأول الذي كون حكومته الجديدة. أمسك أيضا بقيادة الحزب الاشتراكي الدستوري.